# Kurytyba
Kurytyba (port. Curitiba) – miasto liczące razem z przedmieściami 3 miliony mieszkańców, główny ośrodek polonijny w Brazylii. Stolica stanu Parana. Przez wielu mieszkańców z polskimi korzeniami nazywana jest „Chicago Ameryki Południowej”.

## Geografia
Położona na południu Wyżyny Brazylijskiej. W pobliżu znajdują się źródła rzeki Iguaçu. Port lotniczy, połączenie z portem morskim (awanportem) o nazwie Paranaguá.

## Historia
Kurytyba została założona w 1654 roku. W XIX i początku XX wieku szybszy rozwój wskutek osadnictwa z Europy (głównie włoskiego, niemieckiego, a także polskiego).
Miasto jest głównym ośrodkiem skupiającym Polonię w Brazylii (prasa polskojęzyczna, szkolnictwo, instytucje społeczne, kulturalne i religijne), w znacznej mierze zasymilowaną. Według różnych źródeł miasto zamieszkuje od 87 do 300 tys. osób polskiego pochodzenia.
W 1979 roku miasto otworzyło Lasek Papieża Jana Pawła II (Bosque Municipal Papa João Paulo II / Memorial da Imigração Polonesa) jako jeden z kilku parków etnicznych Kurytyby. W parku organizowane są coroczne uroczystości polonijne, np. święcenie pokarmów na Wielkanoc, koncerty folklorystyczne, festyn wódki.

## Gospodarka
Ośrodek meblarstwa, przemysłu spożywczego, włókienniczego, drzewnego, papierniczego, metalowego, chemicznego.

## Miasta partnerskie[7]
- Lyon, Francja
- Kraków, Polska
- Treviso, Włochy
- Coimbra, Portugalia
- Guadalajara, Meksyk
- Hangzhou, Chińska Republika Ludowa
- Santa Cruz, Boliwia
- Asunción, Paragwaj
- Montevideo, Urugwaj
- Suwon, Korea Południowa
- Himeji, Japonia
- Orlando, Stany Zjednoczone
- Córdoba, Argentyna